# 石滓鎮
石滓鎮，是中華人民共和國四川省鄰水縣下轄的一個行政建制镇。

## 沿革
- 2015年1月，四川省批覆石滓鄉撤鄉建鎮，代碼由511623223000變更為511623118000[1]。6月24日，石滓鎮揭牌成立。

## 行政區劃
石滓鎮下轄以下地區：
石興社區、升坪村、中城寨村、冷水村、大步口村、曬金村、朱家寨村、花房村、六角村、長龍村。